# جارد إروين
جارد إروين (بالإنجليزية: Jared Irwin)‏ هو سياسي أمريكي، ولد في 19 يناير 1768 في جورجيا في الولايات المتحدة، وتوفي في 20 سبتمبر 1818 في فرناندينا بيتش في الولايات المتحدة. حزبياً، نشط في الحزب الجمهوري الديمقراطي. وقد انتخب عضو مجلس نواب بنسيلفانيا وانتخب عضو مجلس النواب الأمريكي.